# Manami Kojima
Manami Kojima (小島 満菜美?, Manami Kojima; Sendai, 7 novembre 1994) è una pallavolista giapponese, libero della LOVB Salt Lake.

## Carriera

### Club
Inizia la sua carriera nei tornei scolastici, giocando per il Funabashi, dal quale approda nei tornei universitari per vestire per un triennio la maglia della Aoyama Gakuin Daigaku. Nella stagione 2017-18 diventa una professionista grazie all'ingaggio delle NEC Red Rockets, in V.Premier League: resta legata al club per sette annate, nel corso delle quali si aggiudica due volte il titolo nazionale, vince due edizioni della Coppa dell'Imperatrice e un campionato asiatico per club, raccogliendo anche qualche riconoscimento individuale.
Viene poi ingaggiata per la prima volta all'estero per prendere parte all'Athletes Unlimited del 2024, dove viene premiata come miglior libero, restando negli Stati Uniti d'America anche per la League One Volleyball 2025, in cui indossa la casacca della LOVB Salt Lake: al termine del torneo viene premiata come miglior libero e inserita nella seconda squadra delle LOVB Icons.

### Nazionale
Fa parte della nazionale giapponese under 20 che conquista la medaglia d'argento al campionato mondiale 2013, dove viene anche premiata come miglior libero. In seguito viene convocata nella selezione universitaria, aggiudicando il bronzo alla XXVIII Universiade e l'argento alla XXIX Universiade.
Nel 2022 debutta in nazionale maggiore nel corso della Volleyball Nations League. Dopo aver vinto la medaglia di bronzo al campionato asiatico e oceaniano 2023, si aggiudica l'argento alla Volleyball Nations League 2024, venendo anche insignita del premio come miglior libero in entrambi i tornei; partecipa inoltre ai Giochi della XXXIII Olimpiade.

## Palmarès

### Club
- Campionato giapponese: 2

2022-23, 2023-24
- Coppa dell'Imperatrice: 2

2022, 2023
- Campionato asiatico per club: 1

2024

### Nazionale (competizioni minori)
- Campionato mondiale under 20 2013
- Universiade 2015
- Universiade 2017

### Premi individuali
- 2013 - Campionato mondiale under 20: Miglior libero
- 2023 - V.League Division 1: Miglior difesa
- 2023 - Campionato asiatico e oceaniano: Miglior libero
- 2024 - V.League Division 1: Miglior libero
- 2024 - Volleyball Nations League: Miglior libero
- 2024 - Athletes Unlimited Volleyball: Miglior libero
- 2025 - League One Volleyball: Miglior libero
- 2025 - League One Volleyball: LOVB Icons Second Team